# Ossie Clark
Raymond "Ossie" Clark (9 de junio de 1942 – 6 de agosto de 1996) fue un diseñador de modas británico, icono de la revolución cultural conocida como "Swinging Sixties" en Londres en la década de 1960. Clark es actualmente una gran influencia para los diseñadores modernos especialmente por haber impuesto el estilo vintage durante gran parte de su carrera.
Diseñadores como Yves Saint Laurent, Anna Sui y Tom Ford han declarado su admiración por el trabajo de Clark. Manolo Blahnik afirmó respecto al trabajo de Ossie Clark: "Creó una magia increíble con el cuerpo y logró producir deseo mediante la moda". En el pico de su popularidad, diseñó vestimentas de escenario para Mick Jagger, The Beatles, Marianne Faithfull y Liza Minnelli, entre otros. Peter Gabriel usó una indumentaria roja diseñada por Clark para la portada del álbum Foxtrot de la banda Genesis.
El 6 de agosto de 1996 el diseñador fue apuñalado hasta la muerte en Kensington y Chelsea por su amante, el ciudadano italiano de 28 años Diego Cogolato. En marzo de 1997, Cogolato fue declarado culpable de homicidio involuntario por motivos de menor responsabilidad y encarcelado durante seis años.